# Departamento de Policía de Ciudad Central
El Departamento de Policía de Ciudad Central (DPCC) es un departamento de policía ficticio que presta servicios a Ciudad Central, como se muestra en los cómics publicados por DC Comics, en particular los vinculados a los libros de Flash.

## Historia de DPCC
El Departamento de Policía de Ciudad Central es a la vez aliado y oponente de Flash, el superhéroe establecido desde hace mucho tiempo en Ciudad Central.

### Darryl Frye
Darryl Frye es el Capitán de la Policía de Ciudad Central. A lo largo de los años, él ha visto cómo la división del Laboratorio de Crímenes ha disminuido de lo mejor que el Medio Oeste tenía para ofrecer a un departamento sumido en condenas erróneas y recortes presupuestarios. Frye se convirtió en el tutor legal de Barry Allen después de que mataran a su madre y encarcelaran a su padre.

### Barry Allen
Cuando todavía estaba en el último año de la universidad, Barry ayudó a las autoridades a detener a un ladrón de bancos y le ofrecieron un trabajo como científico policial para la Oficina de Detección Científica del Departamento de Policía de Ciudad Central. Una noche durante una tormenta eléctrica en el Laboratorio de Crimen, Barry regresó a un experimento después de un breve descanso. De repente, un relámpago atravesó la ventana, lo derribó y derribó ciertos productos químicos, dándole un baño en ellos. Este accidente le dio a Barry sus poderes de supervelocidad, que luego pasó a luchar contra el crimen como Flash.

## Lista actual
| Nombre         | Título                                     | Primera impresión                                     | Nota(s) |
| -------------- | ------------------------------------------ | ----------------------------------------------------- | --- |
| Barry Allen    | División de Ciencias Forenses              | Showcase Vol 1 #4, octubre de 1956                    | Secretamente como Flash |
| Darryl Frye    | Capitán                                    | The Flash Vol 1 #285, mayo de 1980                    | Capitán de la Estación de Policía de Ciudad Central. |
| David Singh    | Director del laboratorio de criminalística | Flash Secret Files and Origins 2010, mayo de 2010     | Un director del laboratorio criminalístico del Departamento de Policía de Ciudad Central, que lleva a Barry Allen a su laboratorio por orden del Capitán Frye. |
| James Forrest  | Investigador de la Escena del Crimen       | Flash: Rebirth #2, julio de 2009                      | Especialista en ADN forense. |
| Kristen Kramer | Intern                                     | Flash Secret Files and Origins 2010, mayo de 2010     | Kristen Kramer es pasante en el Laboratorio Criminalístico de Ciudad Central.                                                                                  |
| Patty Spivot   | Investigadora de la Escena del Crimen      | 5 Star Super Hero Spectacular #1; Flash of Two Worlds | La asistente y novia de Barry Allen cuando trabajaba para el departamento de policía.                                                                          |

## Antiguos miembros
| Nombre          | Título                               | Primera impresión                   | Nota(s) |
| --------------- | ------------------------------------ | ----------------------------------- | --- |
| Angela Margolin | Investigador de la Escena del Crimen | Flash Vol 2 #143, diciembre de 1998 | Un científico del DPCC que ocasionalmente ayudó a Flash.                                                                 |
| Matthew Paulson | Jefe de Policía                      | The Flash Vol 1 #273, mayo de 1979  | Exjefe del Departamento de Policía de Ciudad Central.                                                                    |
| Frank Curtis    | Detective de Policía                 | The Flash Vol 1 #274, junio de 1979 | Detective de Ciudad Central y colega de Barry Allen.                                                                     |
| Charlie Conwell | Detective de Policía                 | The Flash Vol 1 #197, mayo de 1970  | Detective de policía y amigo de Barry Allen que fue asesinado. Su hija Stacy luego alquila una habitación a Barry e Iris |
| August Heart    | Detective de Policía                 | Flash Rebirth Vol 2 #1              | Detective de Ciudad Central convertido en supervillano.                                                                  |

## En otros medios

### Televisión
- El Departamento de Policía de Ciudad Central aparece en la serie de televisión de 1990, The Flash.
- El Departamento de Policía de Ciudad Central apareció en la serie de televisión Liga de la Justicia Ilimitada. Wally West trabajó allí como investigador de la escena del crimen, al igual que Barry Allen.
- En la segunda temporada de Arrow, CSI Barry Allen del Departamento de Policía de Ciudad Central ayuda a la Policía de Starling City con un allanamiento y robo en un almacén de Queen Consolidated por Cyrus Gold. En la quinta temporada, Dinah Drake es una ex detective del DPCC que se especializó en operaciones encubiertas.
- El Departamento de Policía de Ciudad Central aparece en la serie de 2014, The Flash.

### Películas
- DPCC aparece en la película animada Justice League: The Flashpoint Paradox cuando Barry se despierta por primera vez en su escritorio y descubre que el mundo ha cambiado. Su capitán le pregunta sobre el asesino de niños alargado.
- DPCC se menciona en DC Extended Universe. En la película Liga de la Justicia (2017), Barry Allen fue contratado para el laboratorio forense del departamento después de haber recibido una recomendación de Bruce Wayne.[1]

### Videojuegos
- El Departamento de Policía de Ciudad Central aparece en DC Universe Online. Al enterarse de que alguien se estaba moderando con su pasado, Flash (Barry Allen) envía a un par de héroes a la noche del rayo a través de la Cinta Cósmica para evitar que los entrometidos alteren la línea de tiempo.